# Jaggu Dada
Jaggu Dada es una película masala de acción en idioma canarés de 2016 dirigida y producida por Raghavendra Hegde. La película está protagonizada por Darshan, y como protagonista femenina a la actriz y modelo Deeksha Seth. Rachita Ram y Pranitha Subhash haciendo apariciones especiales. La película se estrenó el 10 de junio de 2016 en Karnataka.

## Trama
Jaggu Dada (Darshan) pertenece a una familia de dones. Su abuelo Shankar Dada (P. Ravi Shankar) se retira de sus actividades como don se da cuenta de su error e insiste en que su hijo Veeru Dada y su nieto Jaggu Dada también se retiren de sus negocios. Pero la madre de Jaggu Dada tiene la ambición de convertirlo en un don internacional y casarlo con una bailarina de bar, Champa (Gayathri Iyer). Shankar Dada, en su lecho de muerte, llama a Jaggu y toma sus votos de no involucrarse en actividades de don y casarse con una chica de moral social, no con Champa. A su muerte, Shankar Dada se muestra como un espíritu y comienza a perseguir a Jaggu para cumplir su promesa y le preocupa. Jaggu Dada viene a Mumbai como Jayadev sin revelar su verdadera identidad. Toma la ayuda de Gowri (Deeksha Seth) que dirige una agencia matrimonial. Después de rechazar a dos chicas, se encuentra con otra chica (Rachita Ram) que quiere estudiar pero que acaba de aceptar por la felicidad de sus padres. La ayuda a hablar con sus padres. Más tarde se enamora de Gowri, que también lo devuelve más tarde. Pero después de conocer su pasado criminal ella rompe con él y se ve obligada a casarse con un gunda. El día de su matrimonio, la madre de Jaggu y Champa se dan cuenta de su error y dan esperanza a Gowri. Jaggu se las arregla para vencerlos a todos con la ayuda del espíritu de su abuelo. Se casa con Gowri y vive feliz. 

## Reparto
- Darshan como  Jaggu Dada.
- Deeksha Seth como Gowri.
- Ananth Nag como Sathya Narayan.
- P. Ravi Shankar como Shankar Dada.
- Urvashi como la madre de Jaggu Dada.
- Srujan Lokesh como Majnu.
- Sharath Lohitashwa como Veeru Dada.
- Vishal Hegde como Venki.
- Gayathri Iyer como Champa.
- Rajat Bedi como Mumbai Don Subhash bhai.
- Amit Tiwari como Sakhti, el hermano de Subhash Bhai.
- Achyuth Kumar como Uday Naik.
- Shobhraj
- Sadhu Kokila como Sorcerer.
- Bullet Prakash
- Rachita Ram en una aparición como invitado.
- Deepika Kamaiah en una aparición como invitado.
- Pranitha Subhash como una aparición en Cameo.

## Producción
El equipo ha rodado para Jaggu Dada en Bengaluru, Mumbai, Goa, etc. Dos canciones de la película se han rodado en algunos de los lugares más remotos de  Italia. En Pompeya, la unidad de filmación rodó algunas secuencias que la convierten en la primera película india que explora el lugar.

## Banda sonora
| Jaggu Dada                                 | Jaggu Dada                  |
| ------------------------------------------ | --------------------------- |
| Álbum de la banda sonora de V. Harikrishna |                             |
| Lanzado                                    | 9 de mayo de 2016           |
| Grabado                                    | 2016                        |
| Género                                     | Banda sonora de la película |
| Idioma                                     | canarés                     |
| Discografía                                | D-Beats                     |

La música está compuesta por V. Harikrishna . El audio de la película se estrena el 9 de mayo de 2016 a través de D-Beats. 
| N.º | Título                  | Letra             | Artista(s)                                   | Duración |
| --- | ----------------------- | ----------------- | -------------------------------------------- | -------- |
| 1.  | "Jaggu Duniya"          | Chethan Kumar     | Ranjith, Santhosh Venky, Shashank Sheshagiri |          |
| 2.  | "Funtanatun"            | V.Nagendra Prasad | Hemanta Kumar                                |          |
| 3.  | "Thale Keduthe"         | Yogaraj Bhat      | Sonu Nigam                                   |          |
| 4.  | "Vaale Jumuki"          | Kaviraj           | Tippu, Priya Himesh                          |          |
| 5.  | "Thale Keduthe Reprise" | Yogaraj Bhat      | Hemanth Kumar                                |          |
| 6.  | "Jaggu Dada Theme"      |                   | Instrumental                                 |          |